# Бєлікова Лідія Іванівна
Лідія Іванівна Бєлікова (нар. 15 вересня 1938 — ?) — українська радянська діячка, новатор виробництва, апаратниця Рубіжанського хімічного комбінату Луганської області. Депутат Верховної Ради УРСР 8-го скликання.

## Біографія
На 1960—1970-ті роки — апаратниця Рубіжанського хімічного комбінату Луганської області.
Потім — на пенсії у місті Рубіжне Луганської області.

## Нагороди
- ордени
- медалі